# 42 Orionis
42 Orionis (42 Ori) / cu denumirea Bayer c Orionis (c Ori) este o stea din constelația Orion. Magnitudinea sa aparentă este de 4,59. Ținând cont de distanța sa față de Pământ, de circa 900 de ani lumină, magnitudinea sa absolută este egală cu -3,64. Aparține clasei spectrale B1V. Ascensia sa dreaptă este de 05h 35m 23.16s.
Steaua primară, Aa, are un companion spectroscopic Ab de magnitudine 6,3 și la o distanță de separare de 0,16", precum și un alt companion B, mai distant, de o magnitudine de 7,5 la o distanță de separare de 1,6".
c Orionis este înconjurată de nebuloasa NGC 1977, chiar la nord de nebuloasa Orion. c Ori este steaua care excită și iluminează nebuloasa NGC 1977.